# Garciems (przystanek kolejowy)
Garciems – przystanek kolejowy w miejscowości Garciems, w gminie Ādaži, na Łotwie. Położony jest na linii Ryga - Skulte.